# Am Horn 53
Das denkmalgeschützte als Mietshaus errichtete Gebäude Am Horn 53 wurde im Stil der Reformarchitektur errichtet und befindet sich in Weimar in unmittelbarer Nähe zum Park an der Ilm. Das ursprüngliche Mietshaus ist heute ein Privathaus.

## Geschichte
Es entstand 1912/13 nach dem Entwurf von Alfred Müller. Das zweigeschossige verputzte Wohnhaus mit Walmdach und Zwerchhaus gehört vom Volumen her zu den größten Am Horn. Es ist von der Straßenflucht bewusst in die Tiefe des Grundstücks zurückgesetzt und nutzt das Terraingefälle, was seine Wirkung noch erhöht. Sein Vorbau mit den Bossenquadern zum Ilmpark zu gibt ihm ein repräsentatives Aussehen. Die äußere Gestalt wie auch die Raumstruktur und innere Gestalt insbesondere die Bleiverglasung mit figürlichen Motiven des Treppenhauses ist erhalten. Von 1921 bis 1925 bewohnte das Obergeschoss der Bauhausmeister Paul Klee (1879–1940). Paul Klee fotografierte 1924 dieses Haus selbst.
Am 19. Mai 2001 wurde für Klee an das Gebäude eine Gedenktafel angebracht.